# 1689 Floris-Jan
Floris-Jan (asteróide 1689) é um asteróide da cintura principal, a 1,9471987 UA. Possui uma excentricidade de 0,2051764 e um período orbital de 1 400,54 dias (3,84 anos).
Floris-Jan tem uma velocidade orbital média de 19,02930815 km/s e uma inclinação de 6,3807º.
Esse asteróide foi descoberto em 16 de Setembro de 1930 por Hendrik van Gent.